# Rongxia
Rongxia (kinesiska: 绒辖, 绒辖乡) är en socken i Kina. Den ligger i den autonoma regionen Tibet, i den sydvästra delen av landet, omkring 500 kilometer väster om regionhuvudstaden Lhasa. Antalet invånare är 783. Befolkningen består av 398 kvinnor och 385 män. Barn under 15 år utgör 32 %, vuxna 15-64 år 61 %, och äldre över 65 år 5,0 %.